# Albin Felc
Temple de la renommée slovène : 2007
Albin Felc (né le 14 mai 1941 à Kurja, village de Jesenice en République socialiste de Slovénie) est un joueur slovène de hockey sur glace devenu entraîneur.

## Biographie

### Carrière en club
En 1958, il débute en senior avec le HK Jesenice dans le championnat de Yougoslavie. Il a inscrit 458 buts dans cette ligue dont il a terminé meilleur pointeur en 1971.
Il a évolué en Italie et en Suisse. Il a terminé sa carrière avec le HK Celje en 1982.

### Carrière internationale
Il a représenté l'Équipe de Yougoslavie de hockey sur glace de 1961 à 1979. Il a disputé 155 matchs avec cette équipe pour 82 buts et 91 assistances.. Il a participé à neuf championnats du monde ainsi qu'aux Jeux olympiques de 1964, 1968 et 1972.

### Carrière d'entraîneur
En 1983, il devient entraîneur au HK Jesenice.